# Diane Baillargeon
 (janvier 2024).
 (décembre 2020).
Diane Baillargeon est une archiviste québécoise et directrice de la Division de la gestion des documents et des archives à l’Université de Montréal.

## Biographie
Diane Baillargeon est la sœur de l'historienne Denyse Baillargeon. Elle détient une maîtrise en bibliothéconomie à l'École de bibliothéconomie et des sciences de l'information  et un certificat en gestion des documents et des archives historiques. 
Elle a travaillé aux Archives nationales du Québec de 1987 à 2001. Elle obtient le poste d’archiviste-responsable de la région de Montréal.
Elle est chargée de cours à l’EBSI de 1990 à 2007. 
Elle obtient l’Ordre du mérite blainvillois en 1998.
En 2001, elle obtient le poste d’adjointe au directeur à la Division des archives de l’Université de Montréal. Elle devient la directrice de la Division des archives de l’Université de Montréal en 2009,  succédant à Claude Minotto, qui a occupé ce poste de 1999 à 2009.
Elle s’implique dans les milieux archivistiques depuis 1987.  Elle a occupé divers postes au sein de l’Association des archivistes du Québec (AAQ), dont celui de présidente (1997-1998) et secrétaire (2019-2020). Au fil des ans, elle s’est impliquée dans plusieurs comités, notamment le Comité des affaires professionnelles et les comités organisateurs de plusieurs congrès. Elle a donné plusieurs conférences au cours de sa carrière et écrit de nombreux articles dans la revue de l’AAQ, Archives. Elle a également été présidente du Réseau des services d'archives du Québec (RAQ) de 2011 à 2014. Elle est membre du Groupe interdisciplinaire de recherche en archivistique (GIRA).
Son engagement l’incite à se porter à la défense des archives auprès des décideurs et des médias québécois. En 2004, elle participe, à titre de responsable des affaires législatives au sein de l'AAQ, à une consultation à l’Assemblée nationale du Québec concernant le projet de loi no 69. En 2005, elle participe, à titre de représentante du Groupe des archivistes de la Région de Montréal (GARM), à une consultation publique sur le projet de Politique du patrimoine de la Ville de Montréal. En 2015, elle publie avec Marie-Pierre Aubé une lettre ouverte dans Le Devoir afin de dénoncer les coupures de budget à Bibliothèques et Archives nationales du Québec (BAnQ).
Elle a participé au travail collectif de rédaction de la Déclaration québécoise sur les archives, publiée en 2006. De plus, elle a représenté le Canada aux côtés de Denys Chouinard dans le processus de rassemblement des différents éléments de la Déclaration en vue de son adoption par le Conseil international des archives en 2011.
En 2012, elle est membre émérite de l'AAQ.

## Archiviste
En tant qu’archiviste publiée, elle offre une définition des fonctions et codes déontologiques propres aux archivistes québécois.  Par exemple, elle s’implique à plusieurs reprises dans les Journées des Archives de l’Université catholique de Louvain, qui rassemble des archivistes francophones de la France, de la Belgique, de la Suisse et du Québec.

## Publications
- 2005 : « Les archives de source privée et l’archivistique au Québec : acquisition et conservation; formation et professionnalisation » (étude)
- 2006 : « La déontologie du métier d’archiviste » (étude)
- 2008 : « L’Association des archivistes du Québec, une association impliquée, des archivistes engagés (article)
- 2010 : « La passion de l’engagement : notes et bilans d'expérience » (entrevue)
- 2014 : « Les archives universitaires sont-elles solubles dans le Web 2.0? » (colloque)
- 2017 : « Les prochains défis de la Division de la gestion des archives de l’Université de Montréal » (article)
- 2017 : « Une histoire de fierté : la déclaration québécoise sur les archives » (article)